# ウニヴェルザール出版社
ウニヴェルザール出版社（ドイツ語: Universal Edition [univɛrˈzaːl ediˈtsioːn] ）は、クラシック音楽関連の出版社である。日本では、英語風にユニヴァーサル社とも呼ばれる。
1901年、オーストリアのウィーンで創業し、当初は同国内でクラシック音楽の楽譜や教育関連書籍の出版を手がけていた（この時期、オーストリアの音楽出版市場はライプツィヒの企業によって占められていた）。後に規模を拡大させ、近代音楽、現代音楽の主要な出版社となった。
1904年、アイブル出版社（Aibl Verlag）と合併し、リヒャルト・シュトラウスやマックス・レーガーの多くの楽譜の出版権を手にした。さらに、この出版社を新音楽へと推し進めたのが、1907年から社長に就任したエミール・ヘルツカ（Emil Hertzka）である。ウニヴェルザール社はヘルツカのもと、1908年にはバルトークやディーリアスを、1909年にはマーラー、シェーンベルク、1910年にはヴェーベルン、ツェムリンスキー、1912年にはシマノフスキ、1917年にはヤナーチェクなど、現代音楽の重要な作品の版権を次々と手に入れた。そのほか、シェーンベルクの協力により、ベルクの作品も多く手がけた。
第二次世界大戦以後も前衛音楽指向は続き、ベリオやブーレーズ、フェルドマン、カーゲル、クルターグ、リゲティ、シュトックハウゼンといった重要な作曲家の作品の出版を手がけた。
ウニヴェルザール社は他にも歴史的な作品も手がけており、モンテヴェルディの全集などを出版した。また、1972年からはショット社（Schott Music）と共同で、ウィーン原典版を出版している。J.S.バッハからブラームスまでの独奏曲と二重奏から、後にヒンデミットのLudus Tonalis なども手がけた。